# Carystoterpa chelyon
Carystoterpa chelyon är en insektsart som beskrevs av Hamilton och Morales 1992. Carystoterpa chelyon ingår i släktet Carystoterpa och familjen spottstritar. Inga underarter finns listade i Catalogue of Life.